# Air Ivoire
Air Ivoire – narodowe linie lotnicze Wybrzeża Kości Słoniowej, z siedzibą w Abidżanie, obsługujące trasy krajowe i międzynarodowe. Głównym węzłem jest port lotniczy Abidżan. Kod IATA:VU. Zostały założone 14 grudnia 1960 r., natomiast pierwszy lot odbył się dopiero w sierpniu 1964 r.
Linie lotnicze Air Ivoire obsługują takie państwa jak Kongo, Kamerun, Benin, Burkina Faso, Mali, Niger, Senegal, Togo, oraz miasta jak Marsylia czy Paryż.

## Flota
W skład floty Air Ivoire wchodzą:
- Airbus A319-112
- Airbus A321-211
- Boeing 737-300
- Boeing 737-500
- Fokker F28 Mk4000